# Henoetmehit

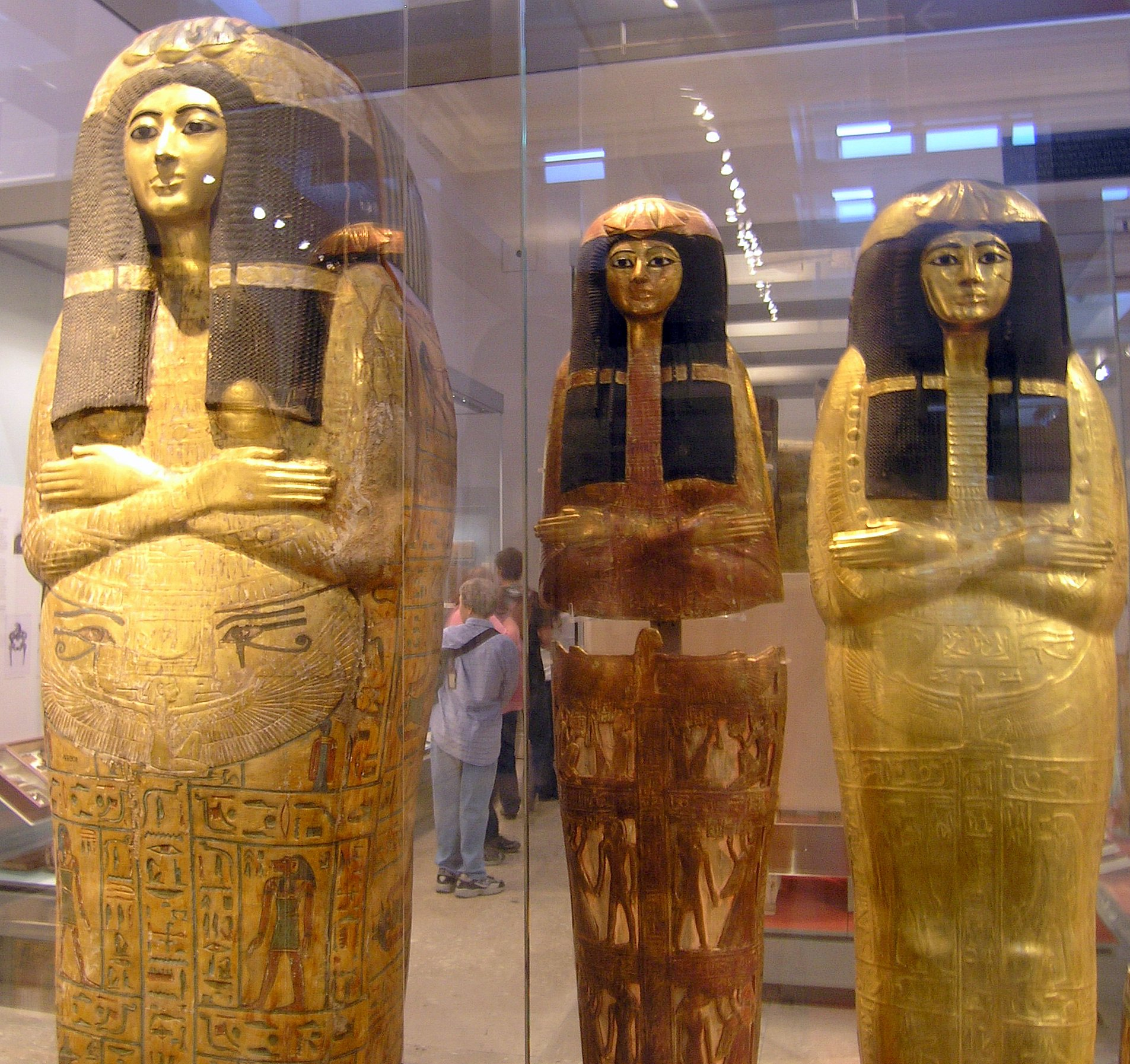
De twee doodskisten van Henoetmehit en een plaat die de mummie bedekte

Henoetmehit was een priester-zangeres in het oud-Egyptische Thebe. Ze leefde ten tijde van de 19e dynastie, rond het jaar 1250 v.Chr. Ze is bekend vanwege haar rijke grafgiften.

## Sarcofagen
Haar twee vergulde doodskisten worden bewaard door het British Museum in Londen. De rijkdom van de uitvoering van de kisten, de kwaliteit van de afwerking en de grafgiften wijzen erop dat ze een vermogend en belangrijk persoon moet zijn geweest. Het museum kocht de voorwerpen in 1907.